# Metal Jukebox
Metal Jukebox è una compilation di cover registrata in studio dagli Helloween, pubblicata nel 1999.

## Tracce
Per ogni traccia è indicato l'artista originale:
1. He's a Woman - She's a Man – 3:14 (Rudolf Schenker, Klaus Meine, Herman Rarebell) – Scorpions
2. Locomotive Breath – 3:56 (Ian Anderson) – Jethro Tull
3. Lay All Your Love on Me – 4:36 (Benny Andersson, Björn Ulvaeus) – ABBA
4. Space Oddity – 4:52 (David Bowie) – David Bowie
5. From Out of Nowhere – 3:19 (Mike Bordin, Roddy Bottum, Billy Gould, Jim Martin, Mike Patton) – Faith No More
6. All My Loving – 1:44 (John Lennon, Paul McCartney) – The Beatles
7. Hocus Pocus – 6:43 (Jan Akkerman, Thijs van Leer) – Focus
8. Faith Healer – 7:08 (Alex Harvey, Ted McKenna) – The Sensational Alex Harvey Band
9. Juggernaut – 4:50 (Frank Marino) – Frank Marino & Mahogany Rush
10. White Room – 5:46 (Jack Bruce, Pete Brown) – Cream
11. Mexican – 5:48 (Alan Shacklock) – Babe Ruth

Durata totale: 51:56

### Nella versione giapponese
1. Rat Bat Blue – 5:30 (Ritchie Blackmore, Ian Gillan, Roger Glover, Jon Lord, Ian Paice) – Deep Purple

Durata totale: 57:26

## Formazione
- Andi Deris - voce
- Markus Großkopf - basso
- Michael Weikath - chitarre
- Roland Grapow - chitarre
- Uli Kusch - percussioni